# Latipalpis
Latipalpis es un género de escarabajos de la familia Buprestidae.

## Especies
- Latipalpis cypria Niehuis, 2005
- Latipalpis johanidesi Niehuis, 2002
- Latipalpis margotana Novak, 1990
- Latipalpis persica Bily, 1980
- Latipalpis plana (Olivier, 1790)
- Latipalpis plasoni (Reitter, 1888)
- Latipalpis stellio Kiesenwetter, 1857